# Ricardo Leoncio Elías Arias
Ricardo Leoncio Elías Arias foi um político e Presidente do Peru de 1 de Março de 1931 a 5 de Março de 1931.